# Château d'Eastnor
Le château d'Eastnor, Eastnor, Herefordshire, est un faux château du XIXe siècle construit pour John Cocks, 1er comte Somers, qui emploie Robert Smirke, plus tard le principal architecte du British Museum. Le château est construit entre 1811 et 1820. De grands projets de décoration intérieure sont réalisés par Augustus Pugin en 1849–1850. Eastnor reste une maison privée et est actuellement la résidence de James Hervey-Bathurst, le petit-fils d'Arthur Somers-Cocks, 6e baron Somers. Il s'agit d'un bâtiment classé Grade I. Les jardins et les parcs environnants sont classés Grade II*. Le château est ouvert à la visite du public certains mois de l'année ; c'est aussi un lieu de mariage.

## Histoire
Le domaine est créé à la fin du XVIe siècle lorsque la famille Cocks achète des terres dans la région. Les mariages ultérieurs dans les familles Somers et Nash contribuent à fournir la richesse et la substance nécessaires à la construction de l'imposant bâtiment actuel, conçu pour ressembler à l'un des châteaux médiévaux gardant les frontières galloises.
Le château est construit selon les plans de Robert Smirke en 1812–20. Augustus Pugin apporte quelques modifications internes - notamment la décoration du salon gothique - en 1849-1850, et George E. Fox apporte d'autres modifications dans les années 1860. Il est construit en Pierre de taille, avec un toit en plomb et en ardoise dissimulé derrière un parapet crénelé. La fonte est utilisée pour les charpentes de toit et les poutres de plancher. Il est construit au coût de 85 000 £, l'équivalent d'environ 26 à 28 millions de £ aux prix de 2007.
Le château possède toujours un moulin à farine en activité, "l'un des plus anciens du comté", construit au XVIIIe siècle sous le nom de Clencher.
Le pont en fer forgé sur le déversoir, installé pour la première fois en 1828, est rouvert après restauration en 2021.

## Apparitions médiatiques

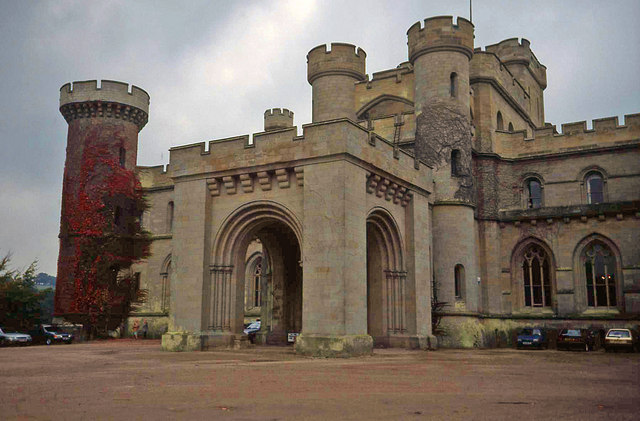
Entrée principale du château d'Eastnor en 1992

Le constructeur automobile Land Rover utilise le domaine d'Eastnor comme lieu où les clients potentiels peuvent conduire leurs véhicules. Le château est utilisé comme lieu de tournage pour des films, des programmes télévisés et des vidéoclips, notamment; One More Time, avec Peter Lawford et Sammy Davis, Jr., la vidéo de Slade " Run Runaway ", l'adaptation cinématographique de 1986 de The Canterville Ghost d'Oscar Wilde, l'adaptation télévisée de Little Lord Fauntleroy en 1995, le Programme télévisé américain de compétition de téléréalité, The Amazing Race, l'adaptation d'ITV en 2015 de Doctor Thorne et deux épisodes de Succession de HBO.

## Sources
- Alan Brooks et Nikolaus Pevsner, Herefordshire, New Haven, US and London, Yale University Press, coll. « The Buildings of England », 2012 (ISBN 978-0-300-12575-7, lire en ligne)
- Charles Locke Eastlake, A History of the Gothic Revival, Cambridge, Cambridge University Press, 2012 (1re éd. 1872) (ISBN 978-1-108-05191-0, OCLC 908267827, lire en ligne)